# Селевкиди
Селевкидите са елинистична династия, зародила се след смъртта на Александър Македонски (323 г. пр.н.е.). За нейна и на управляваното от нея Селевкидско царство начална дата се счита 312 пр.н.е., а основателят й е древномакедонският генерал и диадох Селевк I Никатор, който през 305 пр.н.е. взема, както други диадохи, царска титла, а преди това е сатрап. Той основава резиденцията си Селевкия на Тигър и една от елинистичните държави в Близкия изток, наречена Царство на Селевкидите (на старогръцки: Σελεύκεια, Seleúkeia), което управлява до 281 пр.н.е.

## История
Отначало държавата на Селевкидите е най-голямата елинистична държава и обхваща (с изключение на Египет) територията владяна преди от Персийската империя на Ахеменидите, достигайки до долината на река Инд. Тя включва Палестина, Месопотамия, Вавилония, Мидия, Персия и Бактрия и други области. Селевкидските царе се опитват да елинизират тези територии, като прокарват интензивна заселническа политика. Основаването на многобройни градове цели да привлече гръцки заселници, които да заздравят царството чрез венец от военни лагери и гръцки културни центрове. Но с времето Селевкидското царство е подложено на многобройни центробежни сили. Още в средата на III в. пр.н.е. се отделят Гръко-бактриийското и Партското царства. Селевкидите водят ожесточена и кървава война срещу Птолемеите, която завършва без резултат. В Мала Азия скоро се откъсват редица области под властта на местни династии (Галатия, Пергамон и др.) Във Римско-сирийската война (192 – 188 пр.н.е.) сирийското Селевкидско царство на Антиох III Велики е победено от Римската република. С Мирния договор от Апамея (188 пр.н.е. ) Селевкидите са прогонени от Мала Азия и накрая владенията им остават само в рамките на Сирия.
След смъртта на Антиох VII Селевкидското царство е от 129 до 63 пр.н.е. васал на Египет и Рим. През 83 пр.н.е. арменският цар Тигран Велики (83 – 69) завладява Сирия. През 69 пр.н.е. Антиох XIII Азиатик (69 – 64), синът на Антиох X (95 – 83), от Селевкидите е поставен като клиент-цар в Сирия. Династията остава на власт до 63 пр.н.е., когато римският генерал Помпей Велики изгонва Филип II Филоромей (65 – 63), последният цар от Селевкидите, син на Филип I (92 – 83), и образува Римската провинция Сирия. Западно от река Ефрат приемник на Селевкидите става Римската република, източно от нея – Партия.

## Селевкидски царе
- Селевк I Никатор (305 пр.н.е. – 281 пр.н.е.)
- Антиох I Сотер (281 пр.н.е. – 261 пр.н.е.)
- Антиох II Теос (261 пр.н.е. – 246 пр.н.е.)
- Селевк II Калиник (246 пр.н.е. – 225 пр.н.е.)
- Селевк III Сотер (225 пр.н.е. – 223 пр.н.е.)
- Антиох III Велики (223 пр.н.е. – 187 пр.н.е.)
- Селевк IV Филопатор (187 пр.н.е. – 175 пр.н.е.)
- Антиох IV Епифан (175 пр.н.е. – 164 пр.н.е.)
- Антиох V Евпатор (164 пр.н.е. – 162 пр.н.е.)
- Деметрий I Сотер (162 пр.н.е. – 150 пр.н.е.)
- Александър I Балас (150 пр.н.е. – 145 пр.н.е.)
- Деметрий II Никатор (145 пр.н.е. – 138 пр.н.е.)
- Антиох VI Дионисий (145 пр.н.е. – 140 пр.н.е.)
- Антиох VII Сидет (138 пр.н.е. – 129 пр.н.е.)
- Деметрий II Никатор (129 пр.н.е. – 126 пр.н.е.)
- Александър II Забинас (129 пр.н.е. – 123 пр.н.е.)
- Селевк V Филометор (126 пр.н.е. – 125 пр.н.е.)
- Антиох VIII Грюпос (125 пр.н.е. – 96 пр.н.е.)
- Антиох IX Кизикен (114 пр.н.е. – 96 пр.н.е.)
- Селевк VI Епифан (96 пр.н.е. – 95 пр.н.е.)
- Антиох X Еузеб (95 пр.н.е. – 92 пр.н.е.)
- Деметрий III Еукер (95 пр.н.е. – 87 пр.н.е.)
- Антиох XI Епифан (95 пр.н.е. – 92 пр.н.е.)
- Филип I Филаделф (95 пр.н.е. – 84 пр.н.е.)
- Антиох XII Дионисий (87 пр.н.е. – 84 пр.н.е.)
- Арменска окупация (83 пр.н.е. – 69 пр.н.е.)
- Селевк VII Кибиосакт (83 пр.н.е. – 69 пр.н.е.)
- Антиох XIII Азиатик (69 пр.н.е. – 64 пр.н.е.)
- Филип II Филоромей (65 пр.н.е. – 63 пр.н.е.)
- Римска окупация и край (63 пр.н.е.)